# Grimes (Iowa)
Grimes ist eine Stadt (mit dem Status „City“) im Polk County und zu einem kleinen Teil im Dallas County im US-amerikanischen Bundesstaat Iowa. Das U.S. Census Bureau hat bei der Volkszählung 2020 eine Einwohnerzahl von 15.392 ermittelt.
Grimes ist Bestandteil der Metropolregion um Iowas Hauptstadt Des Moines.

## Geografie
Grimes liegt im westlichen Zentrum Iowas, im nordwestlichen Vorortbereich von Des Moines. Die Stadt liegt rund 10 km westlich des Des Moines River, einem rechten Nebenfluss des Mississippi.
Die geografischen Koordinaten von Grimes sind 41°41′18″ nördlicher Breite und 93°47′28″ westlicher Länge. Die Stadt erstreckt sich über eine Fläche von 30,74 km² und verteilt sich über die Webster und die Jefferson Township des Polk County sowie die Walnut und die Grant Township des Dallas County.
Nachbarorte von Grimes sind Polk City (14,3 km nordöstlich), Johnston (an der östlichen Stadtgrenze), Urbandale (an der südöstlichen, südlichen und südwestlichen Stadtgrenze), Waukee (17,2 km südwestlich), Dallas Center (14,4 km westlich) und Granger (10,4 km nordnordwestlich).
Das Stadtzentrum von Des Moines liegt 25,2 km südöstlich. Die nächstgelegenen weiteren größeren Städte sind die Twin Cities (Minneapolis und St. Paul) in Minnesota (396 km nördlich), Rochester in Minnesota (341 km nordnordöstlich), Waterloo (193 km nordöstlich), Cedar Rapids (200 km ostnordöstlich), Iowa City (197 km östlich), Kansas City in Missouri (310 km südsüdwestlich), Nebraskas größte Stadt Omaha (222 km westsüdwestlich), Sioux City (281 km westnordwestlich) und South Dakotas größte Stadt Sioux Falls (417 km nordwestlich).

## Verkehr
Die auf einer gemeinsamen Route verlaufenden Interstate Highways 35 und 80, die die nördliche Umgehungsstraße des Großraums Des Moines bilden, berühren den äußersten Südosten des Stadtgebiets von Grimes. Der Iowa State Highway 141 führt in Nord-Süd-Richtung durch Grimes und trifft im Stadtzentrum auf den östlichen Endpunkt des Iowa State Highway 44. Alle weiteren Straßen sind untergeordnete Landstraßen, teils unbefestigte Fahrwege sowie innerörtliche Verbindungsstraßen.
Der nächste Flughafen ist der 33,6 km südöstlich gelegene Des Moines International Airport.

## Geschichte
Der Ort wurde 1881 gegründet und nach James W. Grimes benannt, dem 3. Gouverneur von Iowa. Im Jahr 1894 wurde Grimes als selbstständige Kommune inkorporiert.

## Bevölkerung
Nach der Volkszählung im Jahr 2010 lebten in Grimes 8246 Menschen in 3115 Haushalten. Die Bevölkerungsdichte betrug 268,2 Einwohner pro Quadratkilometer. In den 3115 Haushalten lebten statistisch je 2,65 Personen.
Ethnisch betrachtet setzte sich die Bevölkerung zusammen aus 95,0 Prozent Weißen, 1,1 Prozent Afroamerikanern, 0,2 Prozent amerikanischen Ureinwohnern, 1,7 Prozent Asiaten sowie 0,8 Prozent aus anderen ethnischen Gruppen; 1,3 Prozent stammten von zwei oder mehr Ethnien ab. Unabhängig von der ethnischen Zugehörigkeit waren 2,5 Prozent der Bevölkerung spanischer oder lateinamerikanischer Abstammung.
31,2 Prozent der Bevölkerung waren unter 18 Jahre alt, 63,1 Prozent waren zwischen 18 und 64 und 5,7 Prozent waren 65 Jahre oder älter. 50,7 Prozent der Bevölkerung waren weiblich.
Das mittlere jährliche Einkommen eines Haushalts lag bei 62.331 USD. Das Pro-Kopf-Einkommen betrug 28.911 USD. 3,6 Prozent der Einwohner lebten unterhalb der Armutsgrenze.